# Ron Carlson
Pour les articles homonymes, voir Carlson.
Ron Carlson, né en 1947 à Logan dans l'Utah, est un écrivain américain.

## Œuvres

### Romans
- (en) Betrayed by F. Scott Fitzgerald, 1977
- (en) Truants, 1981
- Cinq ciels, Gallmeister, 2012 ((en) Five Skies, 2007)
- Le Signal, Gallmeister, 2011 ((en) The Signal, 2009)
- Retour à Oakpine, Gallmeister, 2016 ((en) Return to Oakpine, 2013)

### Recueils de nouvelles
- (en) The News of the World, 1987
- (en) Plan B for the Middle Class, 1992
- (en) The Hotel Eden, 1997
- (en) At the Jim Bridger, 2002